# Nagroda im. José Ortegi y Gasseta
Nagroda im. José Ortegi y Gasseta – nagroda ustanowiona przez hiszpański dziennik El Pais w 1984 r. i przyznawana za najwyższe osiągnięcia w dziennikarstwie hiszpańskojęzycznym oraz za wybitne zasługi w obronie wolności obywatelskich, niezależności, uczciwości i rzetelności mediów na całym świecie.